# 托马-罗贝尔·比若
托马-罗贝尔·比若，拉皮科纳里侯爵，伊斯利公爵（法語：Thomas-Robert Bugeaud, marquis de La Piconnerie, duc d'Isly；1784年10月15日—1849年6月10日），法国元帅和阿尔及利亚总督。

## 早期生活
托马-罗贝尔·比若生于利摩日，是佩里戈尔地区的一个贵族家庭的一员，并且是十三个孩子中的最小的一个。他曾经离家出走并作为一名农业工人在农场生活了若干年。二十岁时，他成为了帝国卫队的“散兵队”中的一名列兵，并以这一身份参与了随后的奥斯特里茨战役。在1806年早期，他被给予了指挥权，并以少尉的身份参与了耶拿战役与埃劳战役，之后在普乌图斯克战役赢得了军衔上的晋升，升为了中尉。
在1808年，比若成为了进入西班牙的第一支法国兵团的一员。在半岛战争期间，他们驻扎在马德里。在第二次围攻萨拉戈萨中，他赢得了进一步的军衔上的晋升，升为了上尉。而在1809年到1810年间，他还找到了机会，在路易·加布里埃尔·絮歇的麾下于半岛战争的东部战区赢得了荣誉，升到了少校军衔并得到了对一整个团的指挥权。在第一次复辟期间，他被任命为了上校，但是在百日王朝中，他重新加入了拿破仑，并且在他的老上司絮歇的麾下，他在阿尔卑斯山的战争中表现卓越。

## 七月王朝
在拿破仑倒台后，比若有十五年没被任用。在这期间，他卸甲归田，发展着他的家乡佩里戈尔。1830年的法国七月革命重新开启了他的军事生涯。他先是短暂地指挥了一个团，而到了1831年，他被任命为了少将。同年，他被选为了众议员。在众议院，他坚定地站到了民主的对立面。而在他的军职中，他则因在治安工作上的严格和镇压骚乱而著名。由于比若曾负责押解造反失败的贝里公爵夫人卡萝莉娜到巴勒莫，因此他的“狱卒”身份受到了众议员迪隆的挖苦，并导致了两人间的一场决斗。最后迪隆被杀死了（1834年），而这一事件以及随之而来的另一场骚乱使得比若受到了议院里的不断的攻击和舆论的压力，但是在关于农业和工业发展的事情上，所有的政党都会征求他的观点。他在1834年、1837年、1839年被重新选为了众议员。

## 阿尔及利亚
尽管比若最初不支持征服阿尔及利亚，但是他对路易-腓力国王的不变的忠诚使得他同意了政府的决定。他开始着手一场军事活动，以图又快又彻底地持久制服阿尔及利亚。他以次要职位的身份被送到了非洲，并开始了他的游击部队战争。他在1836年7月7日赢得了他的首场胜利，结束了一场出色的六周长的战役，并以中将的军衔归国。第二年，他与阿卜杜·卡迪尔签署了塔夫纳条约（1837年5月30日）。尽管根据当时的军事和政治状况，比若这么做是情有可原的，但是在1839年，国王撕毁了这一条约，使得比若在议院受到了攻击，而比若本人则致力于进行辩驳。

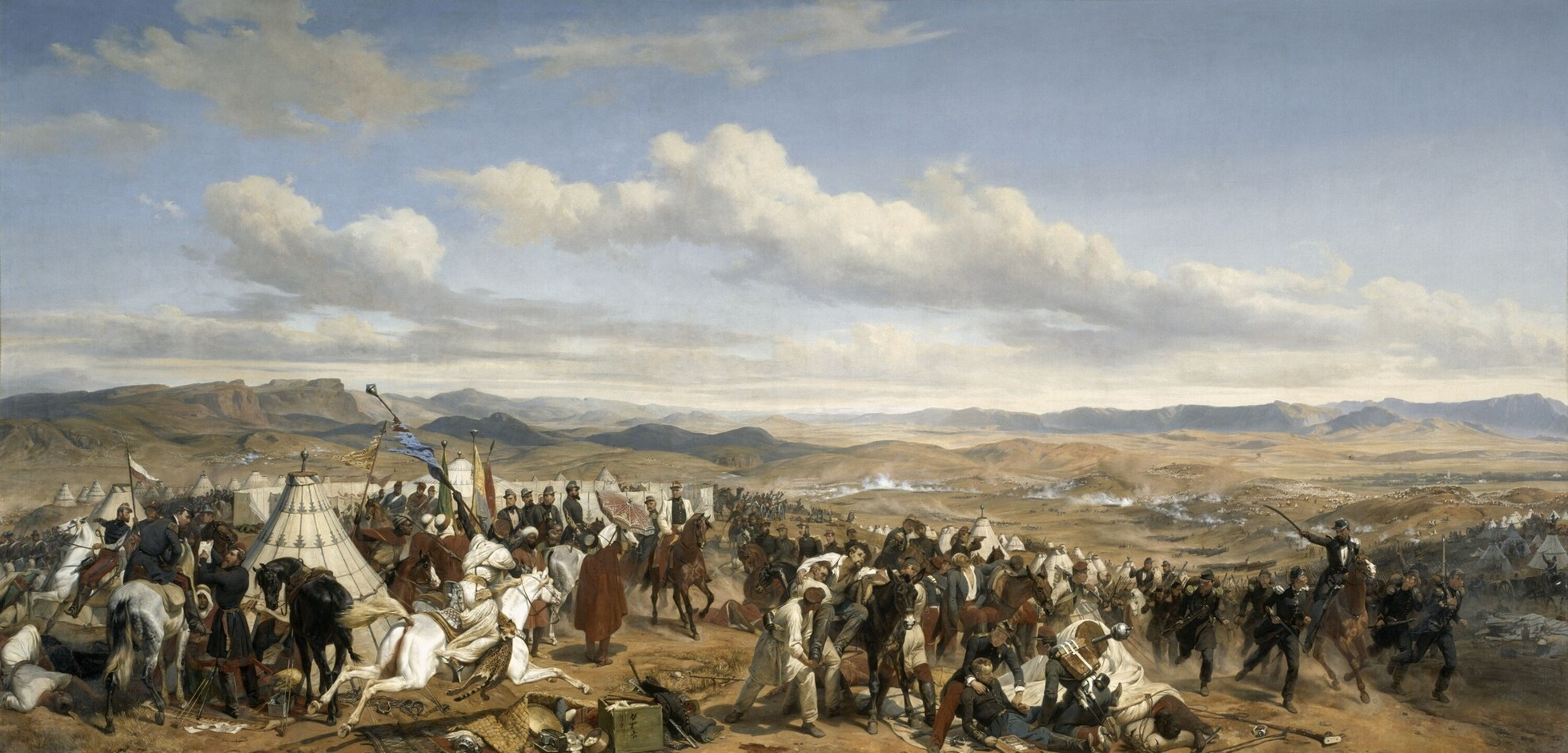
《伊斯利战役》，奥拉斯·韦尔内所绘油画。

最后，在1840年，比若被任命为了阿尔及利亚总督，而在1841年早期，他致力于施展他的游击部队系统，在当时进行了一种名叫“掠夺性军事袭击（法语：razzia；阿尔及利亚阿拉伯语：غزية，ġaziya）”的虽然成功但是有争议的战术。士兵们对“比若老爹”的挚爱使得他在战斗中能够获得他面前的所有人的支持，因此他的又快又有力的行动将来自各个地方的卡迪尔的军队赶了回去。在1842年，他通过着手道路的建造而保卫了法国人的阵地。在1843年，他被任命为了元帅，并且在这一年和之后一年，他的军事行动一直是百战百胜。他于1844年8月14日在伊斯利取得的巨大胜利使他赢得了公爵头衔。
不过，在1845年，由于西迪卜拉希姆之灾（1845年9月22日），比若不得不重回战场，并且直到他最终从阿尔及利亚退出（1846年7月），他都几乎在不断地忙碌于战场。他最后之所以辞职，是因为他和法国政府在关于该地区的未来的政府的问题上看法不一。除了进行军事活动外，他还花时间研究了这一被征服区域的农业特征，并且在他统治期间，法国人拓殖者的数量从17000人增长到了100000人。

## 最后时光

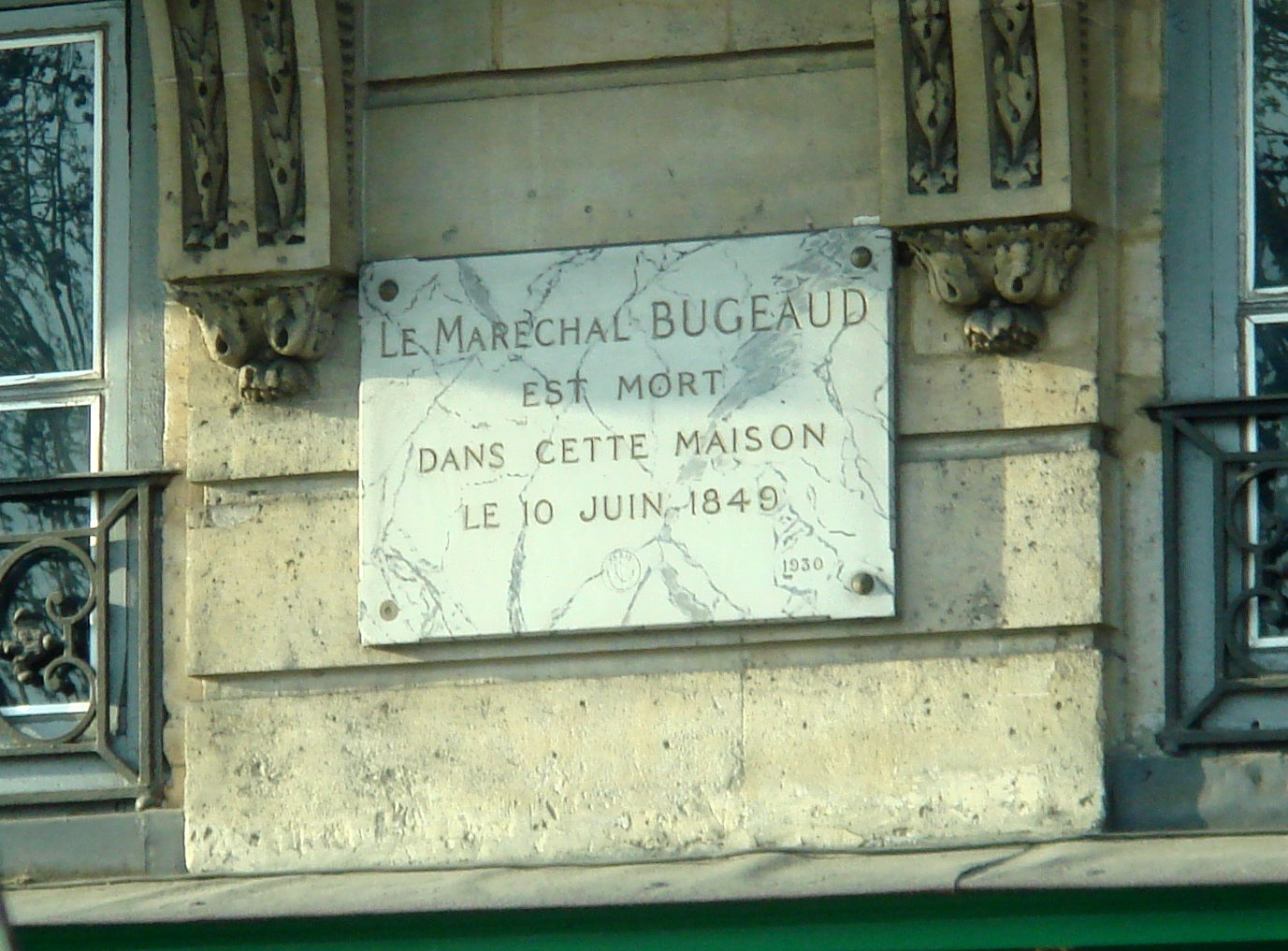
比若死于巴黎伏尔泰滨河路1号。这块1930年的纪念牌说：比若元帅于1849年6月10日逝世于这座房子。

在1848年的法国二月革命期间，比若元帅身处巴黎，但是他收到的来自国王的命令阻止了他对革命进行有效地镇压。后来他被请求成为总统职位候选人，与路易-拿破仑竞争总统之位，但是他最后拒绝了这一请求。他最后的公职是指挥阿尔卑斯山的军队。该军队组建于1848年至1849年，作用是监视意大利的情况。1849年，他死在了巴黎。
比若的著作有很多，包括他的《军事著作》（Œuvres militaires），许多关于阿尔及利亚及阿尔及利亚战争的公务报告，以及一些关于经济学和政治学的著作。其中的《军事著作》由莫里斯-亨利·韦尔所搜集（巴黎，1883年）。
比若的革新与著作对于其他参与殖民军事活动的法国军事统帅们，继续有着影响力。